# Дирекшен
Дирекшен (англ. Direction Island) — необитаемый остров архипелага Кокосовых (Килинг) островов в Индийском океане, на территории Австралии. Во время Первой и Второй мировых войн остров имел важное стратегическое значение из-за телекоммуникаций и радиостанций, располагавшихся на острове.

## Географическое положение
Остров расположен в 28 км к юго-востоку от Северных Килинговых островов, около 2930 км к северо-западу от Перта, 3690 км к западу от Дарвина, 960 км к юго-западу от острова Рождества и более чем в 1000 км к юго-западу от Явы и Суматры.

## Первая Мировая Война
9 ноября 1914 года во время Первой мировой войны произошёл бой рядом c Кокосовыми островами, на северо-востоке Индийского океана. Немецкий легкий крейсер «Эмден» атаковал Британскую кабельную станцию на острове Дайрекшен. Кабельная и радиостанция на острове Дайрекшен была критически важным компонентом системы коммуникации связи Антанты в регионе и через Индийский океан. Корветтен-капитан Карл фон Мюллер решил уничтожить вышку радиостанции и оборудование для связи. Когда «Эмден» подошёл к острову в 6.00 9 ноября персонал Восточной телеграфной компании понял, что произойдёт нападение и успел подать сообщения в эфир следующего содержания: «Странный корабль у входа в бухту» и «СОС, „Эмден“ здесь». Немцы быстро высадили десантную партию из 50 человек со стрелковым оружием под командованием капитан-лейтенанта Гельмута фон Мюкке на трёх лодках (одна побольше, две поменьше). Через несколько часов на место прибыл австралийский лёгкий крейсер «Сидней». Битва была первым боем один на один для ВМС Австралии. Когда дозорные «Эмдена» засекли приближение «Сиднея», у Мюллера не было другого выбора, кроме как поднять якорь и вступить в бой с австралийским крейсером, оставив Мюкке и его десант на острове. «Сидней» был больше, быстрее и лучше вооружён (восемь 152-миллиметровых орудий), чем «Эмден», который имел десять 105-миллиметровых орудий. Тем не менее, немецкие артиллеристы первыми открыли огонь в 09:40 на расстоянии в 9,7 километра и вскоре уничтожили кормовой дальномер «Сиднея» и нанесли повреждения носовому орудию. После этого капитан «Сиднея» Джон Глоссоп использовал преимущество в скорости и большую дальнобойность своего оружия, для того чтобы оставаться в недосягаемости для немецких пушек и избежать дальнейшего ущерба и потерь. Между тем его собственные артиллеристы постепенно нашли свои цели, ведя продолжительный и чрезвычайно точный огонь по «Эмдену». К 10:20 немцы потеряли рулевое управление, электрику и радио. Тем не менее сражение продолжалось ещё почти час. После тяжёлых повреждений корабля после почти 100 попаданий и десятков убитых в 11:15 Мюллер решил выбросить «Эмден» на побережье острова Норт-Килинг, чтобы избежать потопления. В это время на горизонте появился германский угольщик «Бьюреск», и «Сидней» пустился за ним в погоню. «Сидней» преследовал «Бьюреск», который был затоплен, чтобы избежать повторного захвата. Мюллер забыл опустить флаг после выбрасывания корабля на мель, и когда «Сидней» вернулся, Глоссоп подал сигнал «Эмдену» сдаться. Поскольку не было получено ответа, он приказал своим артиллеристам возобновить стрельбу, только после чего был поднят белый флаг. Команда «Эмдена», высадившаяся на остров Норт-Килинг была взята вплен, а некоторые убиты. Оставашаяся на острове Дайрекшн десантная партия под командованием Мюкке сумели захватить деревянную трёхмачтовую шхуну Айеша. На этом судне они поплыли на север, к Суматре. Так как Голландия, которая тогда управляла Суматрой, была нейтральна в войне, Айеша оставалась там меньше 24 часов. Затем они смогли добраться до берегов Аравийского моря, а оттуда по сухопутной территории Османской империи в мае 1915 года до Стамбула. Из Стамбула они вернулись в Германию.

### Галерея

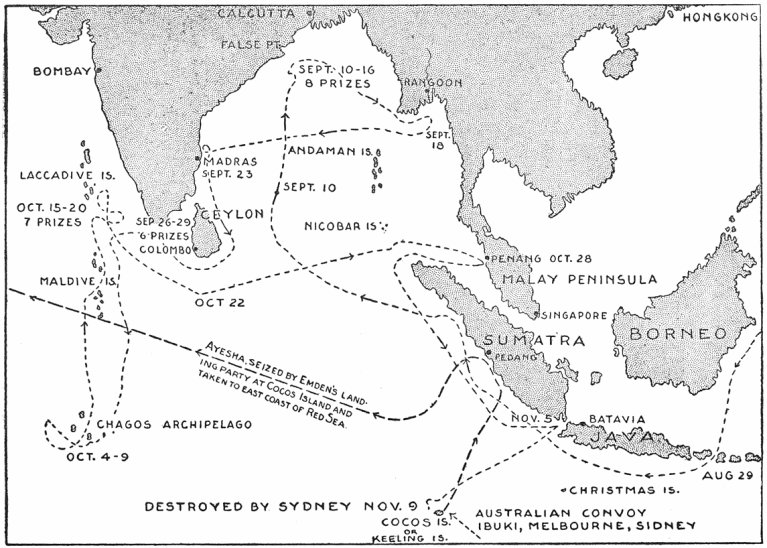
Передвижение «Эмдена» в Индийском океане в 1914 году
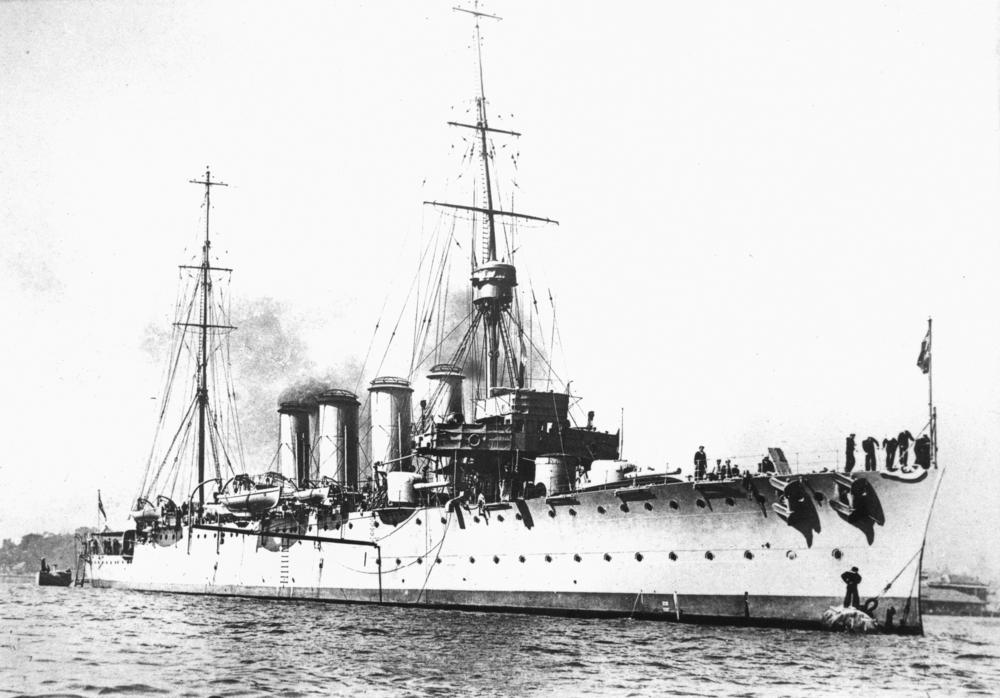
Австралийский лёгкий крейсер«Сидней»
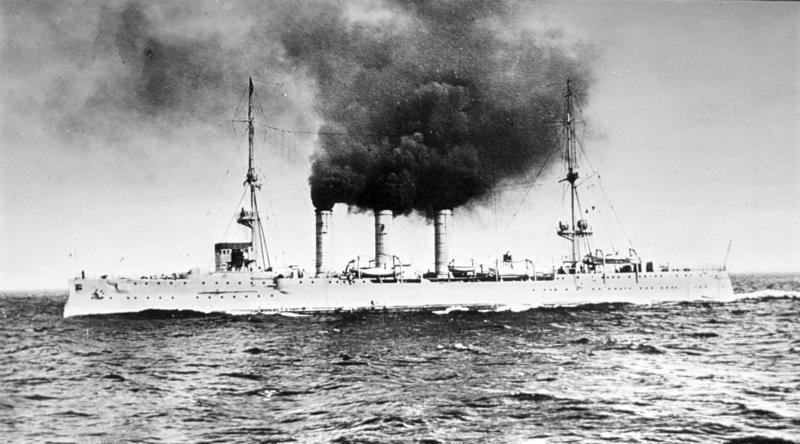
Немецкий лёгкий крейсер «Эмден»
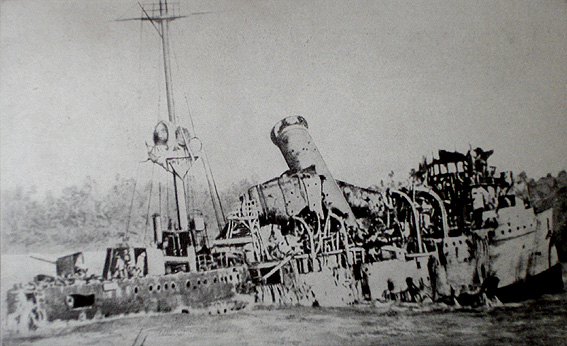
Повреждённый «Эмден» у берегов острова Норт-Килинг
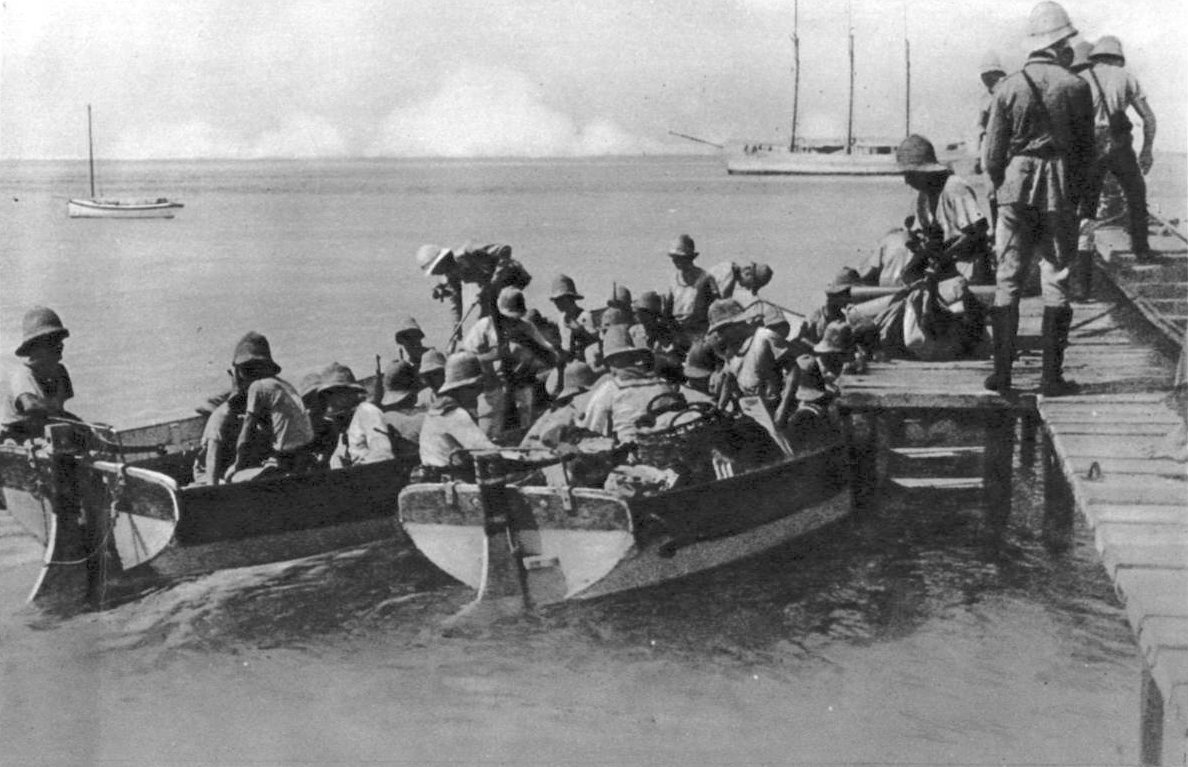
Немцы покидают Дайрекшен(на заднем плане справа Айеша)